# 사막멧토끼
사막멧토끼(Lepus tibetanus)는 토끼과에 속하는 포유류의 일종이다. 중국 시베이 지역과 그 인접국에서 발견된다. 초원과 사막, 준사막 지역의 관목 지대에서 서식한다는 사실 이외는 이 종에 대해서 잘 알려져 있지 않다.